# 신비주의

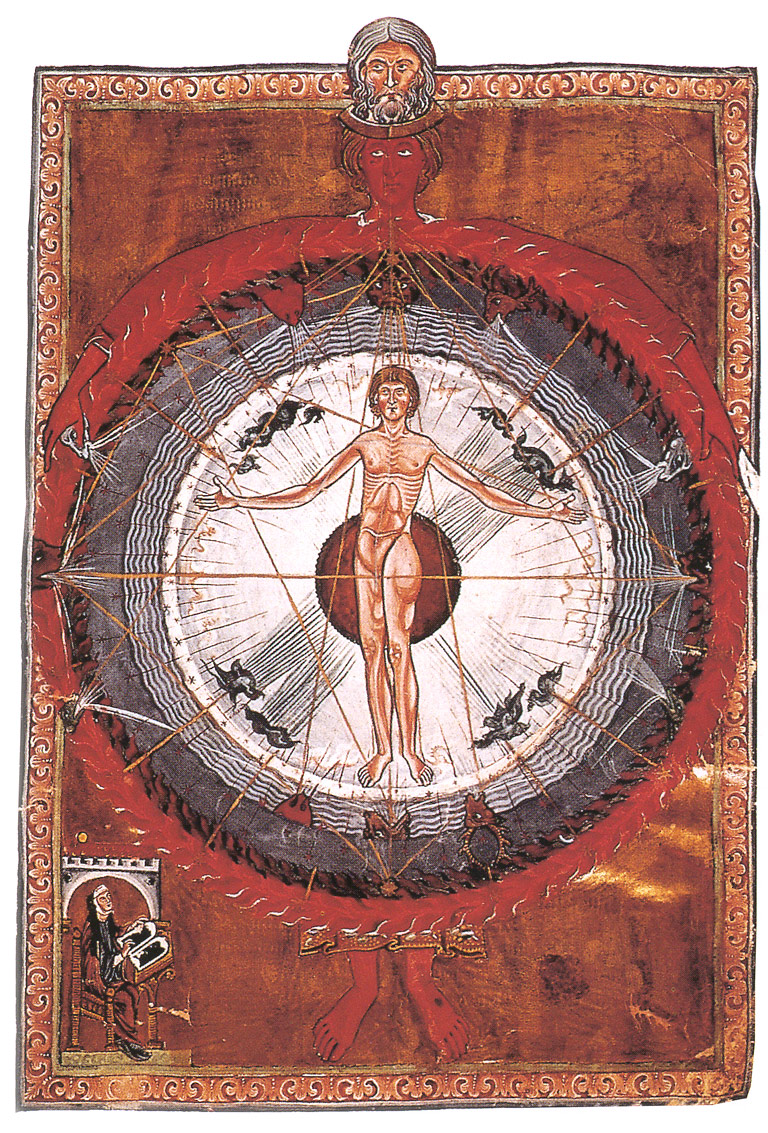
힐데가르디스 빙겐시스의 "보편자 인간" (13세기).

신비주의(神秘主義, mysticism 미스티시즘[*])는 어떤 이념, 윤리, 의식, 신화, 전설, 마술 따위에 의해 변성의식상태의 일종인 종교적 황홀경에 드는 것이다. 그리함으로써 어떤 궁극적 지식의 통찰을 얻는 것, 그리고 다양한 행위와 실천으로써 인간이 새로이 거듭나는 것까지 가리키기도 한다. "신비(미스틱)"라는 말은 고대 그리스어 어원으로, "닫다(close)"라는 뜻의 μύω에서 비롯되었다.
광의의 신비주의는 샤머니즘 같은 민간토착종교로부터 아브라함계 종교나 인도계 종교 같은 조직적 종교, 그리고 뉴에이지나 신흥종교 같은 근대 영성운동에 이르기까지 모든 종교에서 찾아볼 수 있다.
협의의 신비주의는 중세에 기독교 수행에 있어 성경적, 전례적, 영성적, 명상적 차원을 가리키는 것이었다. 근세 시대에 신비주의의 정의는 “기이한(extraordinary) 경험과 정신의 상태”에 관한 신념과 이념들로 확장되었다. 근대에 "신비주의"는 “절대자, 무한자, 신과 합일”되는 의미로써 좁은 정의와 함께 넓은 적용례를 가지게 된다. 이 제한된 정의가 여러 다양한 종교에서 적용되면서 "신비적 체험(mystical experience)"이 신비주의의 핵심 요소로서 고평가되었다.
1960년대부터 학자들은 "신비적 경험"을 과학적으로 연구하여 그 영원적, 구성주의적 접근의 유효성을 논하기 시작했는데, 영원적 접근은 현재 학자들에게 거의 기각되고 있으며, 대부분의 학자들은 역사적 문화적 맥락을 중시하는 맥락주의적 접근을 취하고 있다.

## 기독교 신비주의
기독교에서 신비주의는 《디오니시오스 위서》에 의해 전파되었으며, 성 프란체스코의 체험에 생생하게 나타나고 에크하르트에 이르러 독특한 사상이 되었다. 이어 조이제(1295-1366)나 타울러(1300경-1361) 등 신비사상가들에게 계승되어, 벨기에의 로이스부르크(1293-1381)에 이르러서는 굶주린 신에게 먹힌다는 특수한 일체관(一體觀)을 의미하였다. 가톨릭의 정통 신앙에 입각하는 제르송(1363-1429)도 여러 학파의 절충을 바라면서 신비적 직관에서 내적(內的) 생명을 구했다.
그러나 신비주의는 결코 명상이나 개인적 도취에만 그친 것은 아니며, 실천활동을 중시하여 개혁운동과도 관련이 있었다. 11세기 코뮌의 자치권 요구 폭동에서는 클뤼니 개혁파의 신비적 설교자가 선두에 섰다. 성 프란체스코로부터 시작되는 탁발승단은 교회에 대한 무언의 개혁운동이었다. 토마스 아 켐피스를 낳은 네덜란드의 '공동생활의 형제회'(Brethren of the Common Life)도 세속적 활동을 중시하는 신비주의였다.

## 신비주의 음악
신비주의 음악은 자연이나 신의 본질을 인식하여 최고 경지에 도달해 깨달아 기뻐한다는 종교상 체험에 토대한다. 사티가 한때 신비주의성 작풍을 보였으나 유대교도였던 스크랴빈은 이 종교에 딸린 체험과 예술 감각이 일치해 독특한 작풍을 선보였다. 신비 화음이라는 독자 음 체계를 발명하여 멜로디나 화성도 모두 이 6음으로 된 음렬에서 나오게 한다. 후일 쇤베르크에 의거한 음렬 기법을 생각게 하는 수법을 엄격히 쓰고 음만이 아니라 색채를 내는 건반이 있는 도구를 쓰기도 하며 스크린에 색채의 변화를 영상화 하고 마지막에는 향기나 맛까지 포함시킨 모든 감각을 동원하는 '신비극'을 연출하기도 한다.

## 같이 보기
- 밀교
- 오컬트